# Jekaterina Marennikova
Jekaterina Marennikova (ryska: Екатерина Александровна Маренникова), född den 29 april 1982 i Sankt Petersburg, Ryssland, är en rysk handbollsspelare som spelar för HC Kuban Krasnodar i ryska ligan samt för det ryska landslaget.
Hon tog OS-silver i damernas turnering i samband med de olympiska handbollstävlingarna 2008 i Peking. Marennikova spelade även för det ryska lag som vann den olympiska handbollsturneringen 2016 i Rio de Janeiro. Under turneringen stod hon för tio mål och två assists.